# News Attack
Pour plus de détails, voir Fiche technique et Distribution.
News Attack (神行太保, Shen xing tai bao) est un film d'action hongkongais co-écrit et réalisé par Samson Chiu et sorti en 1989 à Hong Kong.

## Synopsis
Le riche héritier Yeung Ka-chung (Wilson Lam) commence sa carrière de journaliste-reporter. Après plusieurs incidents, dont l'un où il sauve une fille voulant sauté d'un immeuble, il développe un grand respect pour ses collègues, le vétéran Chui Kit (Michael Miu) et le casse-cou Turbo (Andy Lau), admirant leur sens de la justice, leur compétence, leur courage et leur intelligence. Les deux deviennent ses mentors et amis.
Sous la direction de Kit, le trio s'efforce de révéler au grand jour le comportement odieux du puissant magnat Joseph Pong (Wong Kam-kong), ayant entre autres contraint sa maîtresse (Cally Kwong) à avorter et se suicider. Irrité de la honte que cela lui causerait, Pong envoie son homme de main frapper Kit et utilise son influence pour le faire virer de son travail.
Turbo et Ka-chung le soutiennent et continuent de travailler avec lui pour recueillir des preuves des crimes de corruption perpétrés par Pong. Après de nombreuses difficultés, ils réussissent finalement à transmettre les preuves à la police et à traduire Pong en justice.

## Fiche technique
- Titre original : 神行太保
- Titre international : News Attack
- Réalisation : Samson Chiu
- Scénario : Yuen Kai-chi et Samson Chiu
- Photographie : Andrew Lau
- Montage : Chan Kei-hop
- Musique : Wai Ming et Richard Lo
- Production : Peter Chan
- Société de production : Children's Town
- Société de distribution : Children's Town
- Pays de production :  Hong Kong
- Langue originale : cantonais
- Format : couleur
- Genre : action
- Recettes : 5 744 381 HK$
- Durée : 91 minutes
- Dates de sortie :
  - Taïwan : 4 mars 1989
  - Hong Kong : 25 mai 1989

## Distribution
- Andy Lau : Turbo
- Michael Miu : Chui Kit
- Wilson Lam : Yeung Ka-chung
- Cally Kwong : Tung Yan
- Eric Tsang : Wong, le rédacteur en chef
- Lo Wei : Lo, le publicitaire
- Wong Kam-kong : Joseph Pong
- Blackie Ko : l'homme de main de Joseph
- Chiu Hung-sin : la suicidaire
- Anthony Wong : l'associé de Joseph
- James Ha : un voleur
- Chu Tau : un voleur
- Nick Cheung : le policier de la gare
- Lau Siu-cheung : un reporter
- Wan Kam-cheung : un reporter
- Lo Kin : l'inspecteur Cheung
- Leung Yuet-ping : la mère de Chung
- Wu Shih : le vieux reporter
- Wong Chi-ming : le garde du bureau du gouvernement
- Lorraine Ho : la secrétaire
- Lai Koon-lam : un reporter
- Lee Wah-kon